# Половінко Маргарита Русланівна
Маргари́та Русла́нівна Полові́нко (нар. 24 березня 1994, Кривий Ріг, Дніпропетровська область, Україна — пом. 5 квітня 2025, Україна) — українська художниця, волонтерка та учасниця російсько-української війни. 

## Життєпис
Народилася 24 березня 1994 року в місті Кривий Ріг. У дитинстві займалася плаванням, у художній школі — малюванням.
Протягом 2012—2015 років навчалася в Дніпропетровському театрально-художньому коледжі на факультеті образотворчого мистецтва, пізніше переїхала до Києва, де у 2019 році закінчила Національну академію образотворчого мистецтва і архітектури за спеціальністю станковий живопис.
У лютому 2022 року перебувала за кордоном. Повернувшись до України, займалася активною волонтерською діяльністю, зокрема протягом дев'яти місяців їздила на Миколаївщину та Херсонщину, де допомогала відбудовувати зруйновані війною будинки, а також брала участь в евакуаційних заходах після підриву російськими військами Каховської ГЕС.
З 2023 року відвідувала курси з парамедицини, а згодом долучилася до роботи евакуаційних екіпажів. У 2024 році перебувала на першій ланці ланцюга евакуації поранених з зони бойових дій.
Наприкінці 2024 року вступила до лав Збройних сил України у складі 2-го механізованого батальйону 3-ї окремої штурмової бригади на посаду парамедикині, а згодом — до підрозділу ударних безпілотних апаратів.
Загинула в зоні бойових дій 5 квітня 2025 року під час виконання бойового завдання зі зброєю в руках. Похована 11 квітня на Криворізькому центральному кладовищі на Алеї Слави в секторі почесних поховань.

## Творчість
До початку повномасштабного вторгнення Росії в Україну працювала з темами постіндустріального суспільства, маргіналізованості та людської самотності. Серед головних героїв творів — міфологічні щезники — символи людей на периферії та поза межами культурних і соціальних контекстів.
Після лютого 2022 року всі теми робіт пов'язала з війною. Зокрема, зосередилася на веденні щоденника, який заповнювала, використовуючи примітивні матеріали: олівцем і ластиком шляхом постійного малювання і стирання, а також видряпування кульковою ручкою. Згодом почала використовувати для малювання власну кров, отриману під час селфгарму.
За словами самої Половінко, вона «хотіла б дати можливість людям стирати кров з цих робіт, так щоб залишився лише слід, який вже не вимивається». Роботи мисткині є осмисленням теми травми, соціальної ізоляції та колективного досвіду.
Після повномасштабного російського вторгнення Половінко також почала тривалу серію «Янголи 502», в якій малювала по одному янголу за кожну вбиту росіянами дитину. У зображених створінь часто бракує, а обличчя деформовані в крику. Коментуючи свої роботи, Половінко казала, що «янголи кричать так голосно, що їх неможливо почути — тільки відчути тілом».
У 2023 році у Львові у галереї Detenpyla пройшла перша художня виставка Маргарити Половінко.

## Нагороди
- Нагрудний знак Криворізької міської ради «За заслуги перед містом» ІІІ ступеня (2025, посмертно[15][16]);
- Нагрудний знак Криворізької міської ради «Знак пошани Саксаганського району міста Кривого Рогу» (2025, посмертно[17]).